# 中華人民共和国領海及び接続水域法
中華人民共和国領海及び接続水域法（ちゅうかじんみんきょうわこく-りょうかいおよびせつぞくすいいきほう、簡: 中华人民共和国领海及毗连区法）は中華人民共和国の領海の主権及び接続水域に対する管轄権について規定した国内法。「中華人民共和国領海及び隣接区域法」とも呼称される。略称は「中国領海法」。1992年2月25日、第7期全国人民代表大会常務委員会第24回会議で採択され、即日施行された。

## 沿革
1958年9月4日、中華人民共和国の国務院は「領海に関する中華人民共和国政府の声明」を発布し、領海の幅を12海里とし、直線基線を採ることを宣言した。この声明が発布された正にその年に、慣習国際法を法典化した領海及び接続水域に関する条約が作成されたが、中華人民共和国はこの条約を批准していない。声明の内容は、外国軍用船舶に対し政府の許可を経ずに領海に侵入することを禁止するなど、同条約の無害通航権の規定と反する内容を含んでいる。
第3次国連海洋法会議にて1982年4月30日に採択された国連海洋法条約に、中華人民共和国は同年12月10日に署名し、14年後の1996年6月7日に批准された。この批准に先駆けて行われたのが、全人代常務委員会による1992年2月25日の「中華人民共和国領海及び接続水域法」の制定であり、国務院による1996年5月15日の「中華人民共和国領海基線に関する中華人民共和国政府の声明」の発布であった。

## 概要

### 立法趣旨
当法律第1条は、「中華人民共和国の領海に対する主権及び接続水域に対する管制権を行使し、かつ、国の安全及び海洋権益を守るため、この法律を制定する」と規定し、本法の目的が国の安全と海洋権益の確保であることを明示している。日本の坂元茂樹氏は、この条文を指して「海洋権益」という語が初めて登場した国内法であることを指摘している。

### 領海・領海基線の定義
当法律第2条1項は「中華人民共和国の領海とは、中華人民共和国の陸地領土及び内水に隣接した一帯の海域をいう」、同法第3条1項は「中華人民共和国の領海の幅は、領海基線から測って12海里とする」と規定し、領海の定義と幅員を明示した。
更に、同法第3条2項は「中華人民共和国の領海基線は、直線基線法を採用して画定し、互いに隣りあう基点の間の直線のつながったものからなる」と規定し、中国が直線基線を採用することを明らかにしている。
他方で、国連海洋法条約第7条1項は「海岸線が著しく曲折しているか又は海岸に沿って至近距離に一連の島がある場所においては、領海の幅を測定するための基線を引くに当たって、適当な点を結ぶ直線基線の方法を用いることができる」と定めている。2001年3月16日、国際司法裁判所は「カタール・バーレーン海洋境界画定及び領土問題事件判決」で「直線基線の方法は、基線の決定における通常基線の例外で有り、多くの条件が満たされた場合にのみ適用されうるものである。この方法は、厳格に適用されなければならない」と判示した。
1996年5月15日に国務院は「中華人民共和国領海基線に関する中華人民共和国政府の声明」を発布し、中国本土沿岸及び西沙（パラセル）諸島の周囲に直線基線を設定したが、日本の堀口氏は西沙諸島周辺の直線基線の設定は国連海洋法条約の規定に照らし問題があることを指摘している。
2012年9月10日に国務院は「釣魚島及びその付属島嶼の領海基線に関する中華人民共和国政府の声明」を発布し、立法管轄権を行使して尖閣諸島周辺に直線基線を設定したが、米国のローチ氏（J. Ashley Roach）はこの直線基線の設定は国連海洋法条約の要件を満たさないと指摘している。
これらの直線基線の設定によって、その内側により広い内水域を包含することになる。内水は領土と同じ性格を有し、沿岸国の主権が全面的に及ぶ水域であり、沿岸国は原則として外国船舶に対しその水域の通航を規制することができると解されている。もしこの水域で中華人民共和国が外国船舶に対し執行管轄権及び司法管轄権を行使した場合、外国船舶の通航は不当に規制される可能性がある。

### 接続水域の定義
当法律第4条1項は、「中華人民共和国の接続水域とは、領海外の領海に隣接した一帯の海域をいう。接続水域の幅は、12海里とする」と規定し、接続水域を定義した。
更に、当法律第13条は「中華人民共和国は、接続水域内において、その陸地領土、内水又は領海内で安全、税関、財政、衛生又は出入国管理に関する法律又は法規に違反する行為を防止し、処罰するための管制権を行使する権限を有する」と「管制権」と称する権限の行使の対象を規定している。
他方で、国連海洋法条約は接続水域で沿岸国が規制を行うことができる対象として、第33条1項(a)で「自国の領土又は領海内における通関上、財政上、出入国管理上又は衛生上の法令の違反を防止すること」、同項(b)で「自国の領土又は領海内で行われた(a)の法令の違反を処罰すること」と規定している。これに対し、当法律第13条は国連海洋法条約の規定には無い「安全」についても規制の対象分野としている。日本の坂元氏は「中国は安全保障に対する管轄権を排他的経済水域にも伸ばそうとしているが、接続水域においても同様の態度を採用していることがわかる。この規定は明らかに国連海洋法条約に違反している」と指摘している。

### 領海における無害通航権
国連海洋法条約は「第3節 領海における無害通航」の中の「A すべての船舶に適用される規則」において無害通航権の関連規則を定め、その後に「B 商船及び商業目的のために運航する政府船舶に適用される規則」、「C 軍艦及び非商業的目的のために運航するその他の政府船舶に適用される規則」が続く。その条文構造から、軍艦についても無害通航権が認められるとの解釈を、日本をはじめ先進国はとっている。沿岸国は外国の軍艦に対して航行や衛生などに関する法令の遵守を要求できるが、同条約第30条～第32条に照らせば、軍艦がこれに従わないときは退去を求め得るだけで、いかなる場合も軍艦又は非商業的目的のために運航するその他の政府船舶に対し強制措置をとることは許されない。
一方、当法律第6条は1項で「外国の非軍用船舶は、法令により中華人民共和国領海を無害通過する権利を有する」と規定し商船等の無害通航権を承認する一方で、2項で「外国の軍用船舶は、中華人民共和国の領海に入る場合には、中華人民共和国政府の許可を経なければならない」と規定し外国軍艦の中国領海の通航について事前許可制度を採用している。日本の坂元氏は「（省略）領空は自由でないものの、領海には軍艦を含む外国船舶の無害通航権が認められており、国際法上の解釈として問題がある」と指摘している。
潜水艦等の領海内の航行については、国連海洋法条約第20条をそのまま中国領海法第7条に規定し、潜水艦等の中国領海の通航につき浮上航行を義務付けている。
外国の原子力船及び核物質又はその他の本質的に危険若しくは有害な物質を運搬する船舶については、中国領海法第8条2項で国連海洋法条約第23条の規定と同様の規定を置き、当該船舶が中華人民共和国の領海を通過する場合には、関係証明書を携帯し、かつ特別予防措置を講じる義務を定めている。

### 陸地領土の領有宣言
中華人民共和国は、本中国領海法制定以前に領海宣言を行っている。それは前述の1958年9月4日に発布された、「領海に関する中華人民共和国政府の声明」である。同声明には尖閣諸島への明示の言及が一切ない。同声明は
「中華人民共和国政府は、次のことを宣言する。
(1)中華人民共和国の領海の幅は12海里とする。この規定は、中華人民共和国の大陸とその沿海の諸島、及び同大陸とその沿海の諸島と公海を挟んで位置する台湾及びその周辺の各島、澎湖列島、東沙群島、西沙群島、中沙群島、南沙群島その他中華人民共和国に属する島々を含む、中華人民共和国の一切の領土に適用する」
と規定するだけである。南シナ海において中国が主権を主張する島々については言及があるにもかかわらず、東シナ海の尖閣諸島については「台湾及びその周辺の各島」の「周辺の各島」と読むしかない形になっている。
実際、尖閣諸島の領有権紛争が顕在化するのは、石油などの海底資源の存在の可能性が報告された後の1971年からであり、1958年の声明では、領海を有する島として尖閣諸島は明示的に言及されていない。付属島嶼の領有権の確認規定の中に、澎湖列島、東沙群島、西沙群島、中沙群島、南沙群島と並んで尖閣諸島が国内法に明示されるのは、当法律の第2条2項の規定が初めてである。同項は
「中華人民共和国の陸地領土には、中華人民共和国の大陸及びその沿海の諸島、台湾及び釣魚島を含むその付属諸島、澎湖列島、東沙群島、西沙群島、中沙群島、南沙群島その他のすべての中華人民共和国に属する島々が含まれる」
と規定している。